# NGC 6627
NGC 6627 ist eine Balken-Spiralgalaxie vom Hubble-Typ SBb im Sternbild Herkules am Nordsternhimmel. Sie ist schätzungsweise 243 Millionen Lichtjahre von der Milchstraße entfernt und hat einen Durchmesser von etwa 90.000 Lj.
Die Typ-Ia-Supernova SN 1998V wurde hier beobachtet.
Das Objekt wurde am 13. Juli 1863 von Albert Marth entdeckt.